# كامباسبيرو
كامباسبيرو (بالإسبانية: Campaspero)‏ هي مدينة إسبانية في مقاطعة بلد الوليد (قشتالة وليون)، بجوار الحدود مع مقاطعة شقوبية. وهي أعلى بلدية في مقاطعة بلد الوليد، على ارتفاع يزيد عن 900 متر فوق مستوى سطح البحر. وهي تنتمي إلى منطقة قشتالة، وتحديدًا قشتالة القديمة.